# Зелений Гай (село, Волноваський район)
Зеле́ний Гай — село Волноваської міської громади Волноваського району Донецької області, Україна.

## Загальні відомості
Відстань до райцентру становить близько 15 км і проходить автошляхом місцевого значення. Поруч із Зеленим Гаєм розташований лісовий заказник загальнодержавного значення «Великоанадольський ліс».

## Населення

### Мова
Розподіл населення за рідною мовою за даними перепису 2001 року:
| Мова       | Кількість | Відсоток |
| ---------- | --------- | -------- |
| українська | 56        | 70.89%   |
| російська  | 23        | 29.11%   |
| Усього     | 79        | 100%     |

За даними перепису 2001 року населення села становило 79 осіб, із них 70,89 % зазначили рідною мову українську та 29,11 % — російську.

## Російсько-українська війна
В ніч на 30 травня 2017 року російські терористи обстріляли село Зелений — територію дитячого табору.